# Simris
Simris is een plaats in de gemeente Simrishamn in Skåne, de zuidelijkste provincie van Zweden. Het heeft een inwoneraantal van 235 (2005) en een oppervlakte van 26 hectare. In Simris staat de in de 11e eeuw gebouwde Simriskerk (Zweeds: Simris kyrka)